# Hello World (Nikki)
Hello World is de eerste single van Idols 4-winnares Nikki. Door de finale te winnen won ze een platencontract en mocht ze deze single uitbrengen. Haar tegenstander Nathalie Makoma zong dit nummer ook in de finale, maar won niet, dus wordt haar versie niet uitgebracht.
Het lied is een uptemponummer dat gaat over jezelf presenteren aan de wereld. Het begint rustig en wordt allengs sneller, eindigend in een gospelsfeer. John Ewbank, de schrijver van het nummer, vertelt dat het nummer gaat over in de spotlights staan, hoe het is op het podium een uur voordat het doek opengaat.
Volgens John Ewbank vergt het nummer veel van de zanger, omdat het laag en héél hoog is. Tijdens de finale prees hij Nikki dat ze met zoveel overgave op het podium stond.
De single behaalde de nummer 1-positie, maar was na 7 weken alweer verdwenen.

## Tracklist
1. Hello World - 03:59
2. Hello World (instrumentaal) - 03:56

## Hitnotering

### Nederlandse Top 40
| Hitnotering: 15-03-2008 t/m 26-04-2008 | Hitnotering: 15-03-2008 t/m 26-04-2008 | Hitnotering: 15-03-2008 t/m 26-04-2008 | Hitnotering: 15-03-2008 t/m 26-04-2008 | Hitnotering: 15-03-2008 t/m 26-04-2008 | Hitnotering: 15-03-2008 t/m 26-04-2008 | Hitnotering: 15-03-2008 t/m 26-04-2008 | Hitnotering: 15-03-2008 t/m 26-04-2008 | Hitnotering: 15-03-2008 t/m 26-04-2008 |
| Week                                   | 1                                      | 2                                      | 3                                      | 4                                      | 5                                      | 6                                      | 7                                      |                                        |
| -------------------------------------- | -------------------------------------- | -------------------------------------- | -------------------------------------- | -------------------------------------- | -------------------------------------- | -------------------------------------- | -------------------------------------- | -------------------------------------- |
| Nummer                                 | 1                                      | 1                                      | 1                                      | 4                                      | 7                                      | 15                                     | 36                                     | uit                                    |

### Single Top 100
| Hitnotering: 08-03-2008 t/m 10-05-2008 | Hitnotering: 08-03-2008 t/m 10-05-2008 | Hitnotering: 08-03-2008 t/m 10-05-2008 | Hitnotering: 08-03-2008 t/m 10-05-2008 | Hitnotering: 08-03-2008 t/m 10-05-2008 | Hitnotering: 08-03-2008 t/m 10-05-2008 | Hitnotering: 08-03-2008 t/m 10-05-2008 | Hitnotering: 08-03-2008 t/m 10-05-2008 | Hitnotering: 08-03-2008 t/m 10-05-2008 | Hitnotering: 08-03-2008 t/m 10-05-2008 | Hitnotering: 08-03-2008 t/m 10-05-2008 | Hitnotering: 08-03-2008 t/m 10-05-2008 |
| Week                                   | 1                                      | 2                                      | 3                                      | 4                                      | 5                                      | 6                                      | 7                                      | 8                                      | 9                                      | 10                                     |                                        |
| -------------------------------------- | -------------------------------------- | -------------------------------------- | -------------------------------------- | -------------------------------------- | -------------------------------------- | -------------------------------------- | -------------------------------------- | -------------------------------------- | -------------------------------------- | -------------------------------------- | -------------------------------------- |
| Nummer                                 | 1                                      | 1                                      | 1                                      | 6                                      | 9                                      | 22                                     | 36                                     | 68                                     | 81                                     | 88                                     | uit                                    |

## Trivia
- Door de winnaar van Idols 3, Raffaëla Paton, werd in september 2007 de single Hallo Wereld uitgebracht als Nationaal Welkomstliedje voor pasgeboren baby's door de Minister voor Jeugd en Gezin. Dit nummer was ook door John Ewbank geschreven. Voor het uitbrengen van Hello World kreeg de Hallo Wereld single de bijtitel omdat het fijn is dat je er bent om verwarring te voorkomen. Hello World is geen Engelstalige versie van Hallo Wereld maar heeft wel dezelfde thematiek.